# Biovitrum

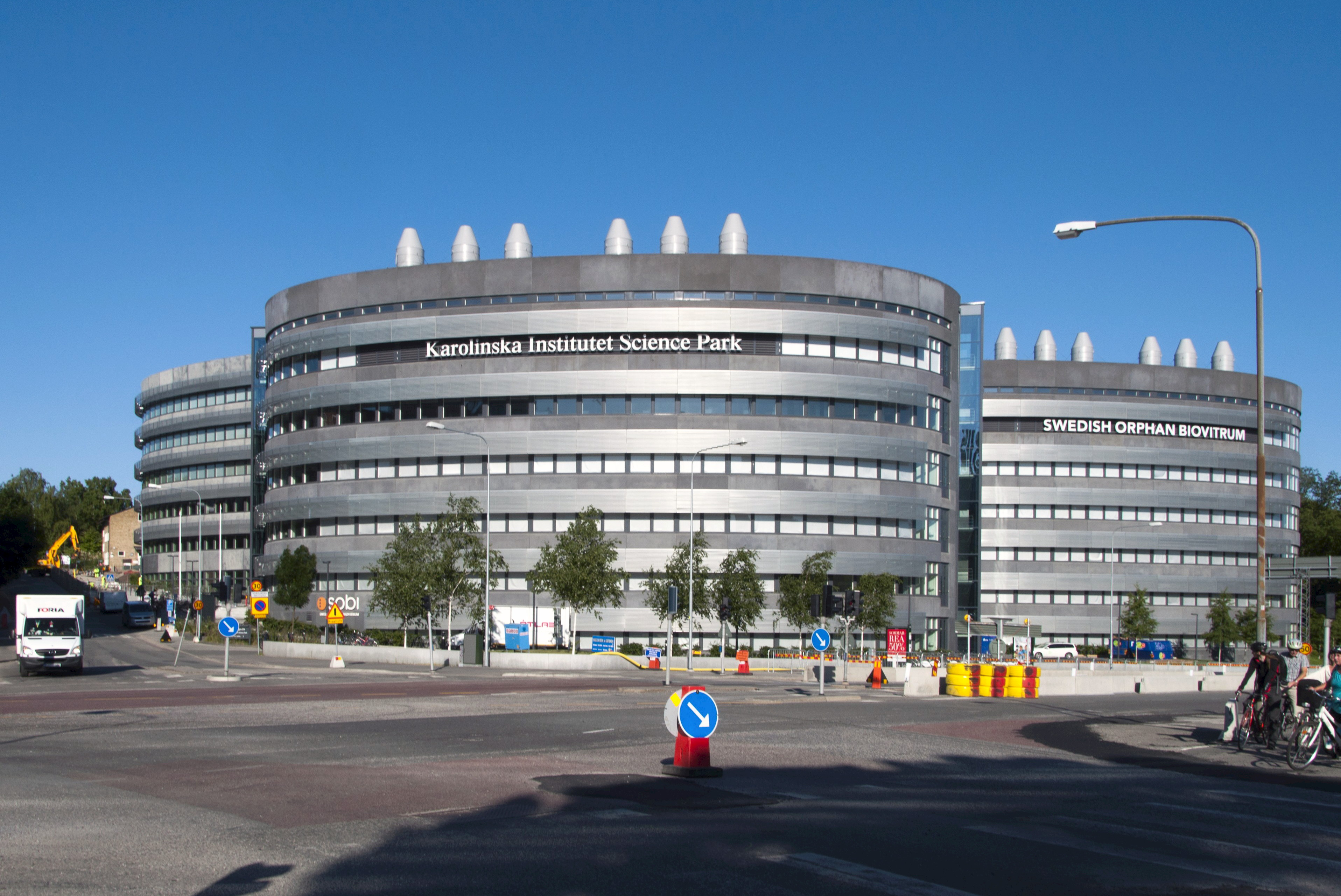
Huvudkontoret ligger i Karolinska Institutet Science Park i Solna.

Biovitrum var ett svenskt läkemedelsföretag, verksamt främst i de nordiska länderna. 2010 gick det samman med Swedish Orphan och bildade Swedish Orphan Biovitrum AB (publ), numera kallat Sobi.